# Salaheddine Sbaï
Salaheddine Sbai est un footballeur international marocain né le 21 août 1985 à Rabat. Il évolue en tant qu'arrière gauche à Lyon-Duchère.

## Carrière
Il débute à Lourdes, ville dans laquelle il grandit après avoir vécu à Aimargues, puis continue son apprentissage à Nîmes avant d'être intégré au centre de formation du Nîmes Olympique en 2000. Il part ensuite au centre de formation du Stade lavallois, avant d'aller terminer sa formation en Belgique au Royal Charleroi Sporting Club.
Au Sporting de Charleroi, il est prêté en 2004 au club belge du KSK Renaix puis pendant deux ans à l'AFC Tubize. En 2007, il intègre finalement le groupe professionnel du Sporting.
En juin 2009, il retourne dans le Gard en signant pour deux ans au Nîmes Olympique en Ligue 2. Il n'arrive pourtant pas à se faire une place au sein de l'effectif gardois, avec seulement treize apparitions en championnat lors de la saison 2009-2010. Pour la saison suivante, le recrutement d'Olivier Davidas le relègue définitivement sur le banc des remplaçants. 
Le 11 juillet 2013 il signe avec le Raja Club Athletic pour une durée de trois ans.

## En sélection nationale du Maroc
| Caps | Date       | Match              | Lieu  | Score | Compétition      |
| 1    | 11/10/2008 | Maroc - Mauritanie | Rabat | 4 - 1 | Elim.CAN/CM 2010 |
| ---- | ---------- | ------------------ | ----- | ----- | ---------------- |

### Clubs
- 2004-2005 : KSK Renaix  Belgique (en prêt)
- 2005-2007 : AFC Tubize  Belgique (en prêt)
- 2007-2009 : Sporting de Charleroi  Belgique
- 2009-2011 : Nîmes Olympique  France
- 2011 : Blackpool FC  Angleterre
- 2012-2009 : Nîmes Olympique  France
- depuis 2013 : Raja Casablanca  Maroc

## Palmarès
- Demi-finaliste de la Coupe du monde des -20 ans aux Pays-Bas en 2005 avec l'équipe du Maroc.